# Цвијетин
Цвијетин је мушко име словенског поријекла, уобичајено у ијекавским говорним подручијима. Варијанта је имена Цветин. Корен овог имена је реч цвет.

## Познате особе са тим именом
- Цвијетин Благојевић (рођен 1955), српски и југословенски фудбалер
- Цвијетин Мијатовић (1913 - 1993), учесник Народноослободилачке борбе и народни херој Југославије
- Цвијетин Тодић (1910 - 1947), командант Озренског корпуса Југословенске војске у отаџбини.